# Benjamin Graham
Benjamin Graham (8. května 1894, Londýn – 21. září 1976, Aix-en-Provence) byl americký ekonom a profesionální investor. Je autorem knihy Inteligentní investor, která poprvé vyšla v roce 1949 a je oceňována dalšími úspěšnými investory – například Warrenem Buffettem.